# Edmund Ogrodowicz von Monte Belvedere
Edmund Ogrodowicz von Monte Belvedere – austriacki wojskowy polskiego pochodzenia.

## Życiorys
Był synem Łukasza Piotra (Lucasa) Ogrodowicza h. Brochwicz (ur. 1781, zm. 10 września 1869 w Stockerau), emerytowanego kapitana wojsk austriackich I klasy. Łukasz był dwukrotnie żonaty: po raz pierwszy z Anastazją Wiktorią Basińską (1783-?, śl. 1801), po raz drugi z Barbarą (ok. 1792-1843). Dziadkiem Edmunda był burmistrz Pyzdr Karol Ogrodowicz.
Podczas wojny francusko-austrackiej służył w randze kapitana w 5 Pułku Piechoty. Był ranny w bitwie pod Solferino (24 czerwca 1859). W 1860 r. służył w lejbgwardii kompanii piechoty. W 1877 r. wymieniany w randze majora, zaś w 1879 r. w randze podpułkownika. 1 listopada 1881 r. został mianowany komendantem lejbgwardii.
2 czerwca 1884 roku został nobilitowany przez władze austriackie. Nadano mu wówczas tytuł Ritter von Monte Belvedere. W tym czasie był komendantem pałacu i straży zamku Hofburg w Wiedniu w randze pułkownika. 12 maja 1887 roku został mianowany generalmajorem regimentu piechoty Markgraf von Baden.
W ostatnich latach życia mieszkała w Grazu. Zmarł po 1895 roku.
Edmund Ogrodowicz Ritter von Monte Belvedere był kawalerem Orderu Żelaznej Korony III klasy z wojenną dekoracją (1866) oraz Wojennego Krzyża Zasługi z wojenną dekoracją (1859).
Równolegle, gdy Edmund Ogrodowicz rozwijał karierę w wojsku austriackim, jego stryjeczni bracia Antoni Napoleon i Maksymilian Ogrodowiczowie, a następnie synowie tego pierwszego, Antoni Mikołaj i Władysław brali udział w kolejnych czterech powstaniach przeciwko władzy austriackiej: powstaniu listopadowym, dwóch powstaniach wielkopolskich i powstaniu styczniowym.